# Raumschiff Enterprise – Das nächste Jahrhundert/Staffel 5
Die fünfte Staffel der US-amerikanischen Science-Fiction-Fernsehserie Raumschiff Enterprise – Das nächste Jahrhundert umfasst 26 Episoden und wurde in den USA zwischen September 1991 und Juni 1992 erstausgestrahlt. In Deutschland zeigte Sat.1 die Episoden im Frühjahr 1994. Alle Episoden sind auch auf VHS, DVD und Blu-ray erhältlich.

## Handlung
| Nr. (ges.) | Nr. (St.) | Deutscher Titel                              | Originaltitel           | Erstausstrahlung USA | Deutschsprachige Erstausstrahlung (D) | Regie              | Drehbuch                                                                                     |
| --- | --------- | -------------------------------------------- | ----------------------- | -------------------- | ------------------------------------- | ------------------ | -------------------------------------------------------------------------------------------- |
| 101 | 1         | Der Kampf um das klingonische Reich, Teil II | Redemption II           | 21. Sep. 1991        | 28. März 1994                         | David Carson       | Ronald D. Moore                                                                              |
| Picard hat Erfolg mit seinem gegenüber der Sternenflottenführung vorgebrachten Vorschlag, etwas dagegen zu unternehmen, dass die Duras-Fraktion von den Romulanern mit Material versorgt wird. Um die Materiallieferungen zu blockieren und somit eine Stärkung der Duras-Fraktion und der Romulaner gegenüber der Föderation zu verhindern, führt Picard mit der Enterprise eine aus 23 Sternenflottenschiffen bestehende Flotte an und baut mit den Schiffen ein Detektionsfeld zur Enttarnung von romulanischen Raumschiffen auf. Die Romulaner bemerken das Feld, woraufhin sich ihre halb menschliche, halb romulanische Anführerin gegenüber Picard als Sela vorstellt, die Tochter Tasha Yars und eines Romulaners. Sela stellt, mit Krieg drohend, Picard ein mehrstündiges Ultimatum, innerhalb dessen sich die Föderationsflotte zurückziehen solle. Guinan versichert Picard, dass Yar auf der Enterprise-C in der Schlacht von Narendra III doch nicht zu Tode kam und Sela deshalb geboren werden konnte. Sela indes versichert Picard, dass Yar vier Jahre nach Selas Geburt exekutiert wurde. Worf und Kurn sehen sich dem Widerstand anderer Klingonen gegen sich und Gowron ausgesetzt. In Selas Auftrag entführen Lursa und B'tor Worf und scheitern in ihrem Versuch, Worf davon zu überzeugen, als Vaterfigur für den von ihnen als klingonischen Herrscher bevorzugten Toral zu fungieren. Nachdem es Selas Schiff gelungen ist, das Detektionsnetz punktuell zu deaktivieren, enttarnt Data als amtierender Captain des Föderationsschiffes Sutherland die romulanischen Schiffe, die sich daraufhin zurückziehen. Nachdem er durch Kurn befreit wurde, kommt Worf zu der Erkenntnis, dass er zur Sternenflotte gehöre, woraufhin er dem wegen Hochverrats zum Tode verurteilten Toral das Leben schenkt und seinen Dienst auf der Enterprise wieder aufnimmt. |           |                                              |                         |                      |                                       |                    |                                                                                              |
| 102 | 2         | Darmok                                       | Darmok                  | 28. Sep. 1991        | 29. März 1994                         | Winrich Kolbe      | Joe Menosky; Idee: Philip LaZebnik, Joe Menosky                                              |
| Ein Captain einer nur mit Metaphern kommunizierenden Spezies versucht auf einem Planeten, Picard zur Teilnahme an einem gemeinsamen Kampf gegen ein Monster zu bewegen (→ Hauptartikel). |           |                                              |                         |                      |                                       |                    |                                                                                              |
| 103 | 3         | Fähnrich Ro                                  | Ensign Ro               | 5. Okt. 1991         | 30. März 1994                         | Les Landau         | Michael Piller; Idee: Rick Berman, Michael Piller                                            |
| Eine Föderationskolonie an der cardassianischen Grenze wird von Terroristen zerstört, die sich als bajoranisch ausgeben und mit weiteren Terroraktionen drohen, sollten sie keinen neuen Heimatplaneten erhalten. Picard beginnt mit der Enterprise, den vom Sternenflottenadmiral Kennelly befohlenen Auftrag auszuführen, den Anführer der Terroristen Orta zu finden und dingfest zu machen. Das bajoranische Sternenflottenmitglied Ro Laren wird als Unterstützung der Mission auf die Enterprise versetzt, sehr zum Unmut der Crew, weil Ro für den Tod mehrerer Sternenflottenangehörigen verantwortlich ist. In der Folge lockt Ro Picard und dessen Außenteam in eine Falle, wo Orta ihnen versichert, dass er nicht für den Angriff auf die Kolonie verantwortlich ist. Für diesen Verrat wird Ro durch Picard zunächst unter Arrest gestellt, von Guinan jedoch davon überzeugt, gegenüber Picard ihre wahren Motive zuzugeben: Ro handelte im Auftrag Kennellys, um die Terroristen mit Waffen zu unterstützen. Da Ro aber Zweifel an der Rechtmäßigkeit dieses Vorgehens kommen, unterstützt sie Picard in dessen Plan, Kennellys Absicht, die Waffen zu liefern, vorgeblich umzusetzen. Dadurch gelingt es ihnen, die Cardassianer als wahre Schuldige für die Zerstörung der Kolonie zu überführen. |           |                                              |                         |                      |                                       |                    |                                                                                              |
| 104 | 4         | Das Recht auf Leben                          | Silicon Avatar          | 12. Okt. 1991        | 31. März 1994                         | Cliff Bole         | Jeri Taylor; Idee: Lawrence V. Conley                                                        |
| Während ein Außenteam der Enterprise einer Föderationskolonie auf einem Planeten beim Aufbau behilflich ist, wird die Kolonie vom Kristallinwesen angegriffen und völlig vernichtet. Mit Ausnahme zweier Menschen überleben die Kolonisten und das Außenteam in einer Höhle, aus der sie alsbald durch die Enterprise befreit werden. Zur Untersuchung des Vorfalls und des Wesens kommt die menschliche Dr. Kyla Marr an Bord. Sie ist Data gegenüber zunächst stark abgeneigt, da sie ihn aufgrund des früheren Vorfalls auf Omicron Theta der Kollaboration mit dem Wesen beschuldigt. Später arbeitet sie jedoch zunehmend kooperativ mit Data. Während die Enterprise das Kristallinwesen durch das All verfolgt, lässt sich Marr durch Data Einblicke in die Tagebücher ihres Sohnes Raymond geben, der einst beim Angriff des Kristallinwesens auf Omicron Theta starb. Als die Enterprise das Wesen im All aufgespürt hat, schaffen es Data, La Forge und Marr auf Picards Befehl hin, mit dem Wesen zu kommunizieren, und zwar durch das Emittieren von Gravitationsimpulsen. Marr, getrieben von Rache für den Tod ihres Sohnes, erhöht dabei plötzlich eigenmächtig die Frequenz der Impulse und tötet dadurch das Wesen. Picard lässt Marr unter Arrest stellen, ihre wissenschaftliche Karriere scheint beendet. |           |                                              |                         |                      |                                       |                    |                                                                                              |
| 105 | 5         | Katastrophe auf der Enterprise               | Disaster                | 19. Okt. 1991        | 5. Apr. 1994                          | Gabrielle Beaumont | Ronald D. Moore; Idee: Ron Jarvis, Philip A. Scorza                                          |
| Die Enterprise wird plötzlich durch einen Quantumfaden getroffen, dabei kommt es zum Ausfall des Hauptcomputers und anderer wichtiger Systeme. Picard wird dabei verletzt und mit drei Grundschülern im Turbolift gefangen, aus dem sie sich befreien können, nachdem Picard die Kinder zur Zusammenarbeit motiviert hat. Crusher und La Forge werden im Frachtraum eingeschlossen und drohen dort durch die Folgen eines Plasmafeuers verstrahlt zu werden, können das Feuer aber rechtzeitig löschen. Worf indes ist im Zehn-Vorne mangels verfügbaren medizinischen Personals dazu gezwungen, Keiko O’Brien bei ihrer Geburt zu helfen. Auf der Brücke gelangt Troi in eine Führungsrolle, während sie Ro und Chief O’Brien bei deren Versuchen beaufsichtigt, einen Eindämmungsbruch zu verhindern. Dabei entsteht ein Streit, in dem Ro die Abtrennung der Untertassensektion fordert. Unterstützt durch Riker und Data, die auf dem Weg zum Maschinenraum einige Hindernisse zu überwinden hatten, gelingt es ihnen in letzter Sekunde, die Explosion des Schiffes zu verhindern. Die Verhältnisse normalisieren sich rasch. |           |                                              |                         |                      |                                       |                    |                                                                                              |
| 106 | 6         | Gefährliche Spielsucht                       | The Game                | 26. Okt. 1991        | 6. Apr. 1994                          | Corey Allen        | Brannon Braga; Idee: Susan Sackett, Fred Bronson, Brannon Braga                              |
| Riker bringt ein Spiel mit auf die Enterprise, das er von der Außerirdischen Etana erhalten hat und bei dem der Spieler mit seiner Sinneskraft und einer durch ein Headset erzeugten Projektion eine Scheibe in einen Trichter befördern muss. Er verteilt es an die Mannschaft, die es bald wie besessen spielt, und deaktiviert mit Dr. Crushers Hilfe Data, damit dieser der Verbreitung des Spiels nicht im Wege steht. Der auf Urlaub auf der Enterprise weilende Wesley Crusher entdeckt zusammen mit der jungen Technikerin Robin Leffler, dass das Spiel eine psychotrope Wirkung besitzt und seine Spieler süchtig macht. Zusammen versuchen sie sich dem sich verstärkenden Druck der Crew zu entziehen, das Spiel ebenfalls zu spielen, und untersuchen Datas Deaktivierung. Als auch Leffler süchtig wird, kann sich Wesley in einem Katz- und Maus-Spiel zunächst dem Zugriff der süchtigen Crew entziehen, wird aber von dieser alsbald ebenfalls in die Spielsucht gezwungen. Dabei stellt sich aber heraus, dass Wesley nur ein Ablenkungsmanöver unternahm und der von ihm reaktivierte Data währenddessen die Crew durch Einsatz einer Signallampe von ihrer Sucht befreit. Picard lässt daraufhin die in einem Raumschiff hinzugekommene Etana arretieren, die die süchtige Crew zur weiteren Verbreitung des Spiels ausnutzen wollte. |           |                                              |                         |                      |                                       |                    |                                                                                              |
| 107 | 7         | Wiedervereinigung? Teil I                    | Unification I           | 2. Nov. 1991         | 7. Apr. 1994                          | Les Landau         | Jeri Taylor; Idee: Rick Berman, Michael Piller                                               |
| Picard übernimmt mit der Enterprise den Auftrag, den Föderationsbotschafter Spock zu finden, der vom Sternenflottengeheimdienst auf Romulus gesichtet wurde und womöglich überlaufen möchte. Von Spocks alterskrankem Vater Sarek auf Vulkan erfährt Picard, dass Spock intensiven Kontakt zum romulanischen Senator Pardek unterhielt und einen Dialog über einen eventuellen Frieden zwischen Romulanern und Vulkaniern aufzunehmen hoffte. Während Picard und Data mit einem von Gowron zur Verfügung gestellten klingonischen, tarnfähigen Raumschiff nach Romulus unterwegs sind, erfährt Picard von Sareks Tod. Die Enterprise indes verfolgt die Spur eines von den Ferengi gestohlenen, vulkanischen Deflektors bis zu einem galaktischen Schrottplatz. Dort lässt Riker die Enterprise gegen ein angreifendes Raumschiff verteidigen, wodurch dieses sich selbst zerstört. Auf Romulus angelangt und als Romulaner maskiert, werden Picard und Data durch Pardek enttarnt und vor dem Zugriff des romulanischen Geheimdienstes in Schutz gebracht, ehe ihnen Spock gegenübertritt. |           |                                              |                         |                      |                                       |                    |                                                                                              |
| 108 | 8         | Wiedervereinigung? Teil II                   | Unification II          | 9. Nov. 1991         | 8. Apr. 1994                          | Cliff Bole         | Michael Piller; Idee: Rick Berman, Michael Piller                                            |
| Spock teilt Picard mit, dass er auf Pardeks Wunsch hin diesen in Bemühungen unterstützt, die eine Wiedervereinigung zwischen Romulanern und Vulkaniern anstreben. Deshalb möchte Spock den romulanischen Prokonsul Neral dafür gewinnen, die Vereinigungsbemühungen politisch zu unterstützen. Jedoch paktiert dieser insgeheim mit Sela. Riker indes erhält von einem Ferengi-Schmuggler die Information, dass Romulaner in den Diebstahl des vulkanischen Raumschiffes involviert sind, und informiert Picard darüber. Es stellt sich heraus, dass das gestohlene Schiff eines von dreien ist, mit denen Sela und der ihr unterstehende Neral romulanische Invasionstruppen nach Vulkan befördern wollen, um Vulkan zu okkupieren. Picard, Data und Spock werden von Sela zunächst gefangengenommen, können sich aber alsbald befreien, Sela gefangen nehmen und die Enterprise informieren. Diese versucht daraufhin, die drei vulkanischen Schiffe zu stoppen, welche allerdings durch ein romulanisches Kriegsschiff zerstört werden, damit keine Romulaner in die Gefangenschaft der Föderation geraten. Spock verbleibt auf Romulus, um die Friedensbemühungen dennoch fortzusetzen. Zudem tritt er mit Picard in eine Gedankenverschmelzung, um Sareks Gedanken zu teilen. |           |                                              |                         |                      |                                       |                    |                                                                                              |
| 109 | 9         | Der zeitreisende Historiker                  | A Matter Of Time        | 16. Nov. 1991        | 11. Apr. 1994                         | Paul Lynch         | Rick Berman                                                                                  |
| Die Enterprise hilft den Bewohnern des Planeten Penthara IV, dessen Klima sich durch einen Asteroideneinschlag zu verschlechtern droht. Zudem erhält die Crew Besuch von dem zeitreisenden Geschichtsprofessor Rasmussen, der behauptet, aus dem 26. Jahrhundert zu kommen, und gern Zeuge eines wichtigen Ereignisses sein möchte, ohne aber zu verdeutlichen welches Ereignisses. Obwohl der Großteil der Stabsoffiziere dem Professor misstraut, lässt ihn Picard auf dem Schiff weilen, wobei sich mehrere Crewmitglieder durch Rasmussens Äußerungen belästigt fühlen. Als La Forge einen Plan entwickelt hat, dessen Umsetzung entweder die Zerstörung oder die Wiederherstellung der Atmosphäre zum Ergebnis hat, bittet Picard Rasmussen darum, ihm bei der Entscheidung bezüglich dieser riskanten Entscheidung zu helfen. Rasmussen lehnt aber eine Antwort ab. Picard geht das Risiko ein und die Atmosphäre wird wiederhergestellt. Danach möchte Rasmussen in seinem Mini-Raumschiff abreisen, wird aber durch die Stabsoffiziere daran gehindert, weil sie ihn als schuldig für den Diebstahl mehrerer Geräte sehen. In die Enge getrieben, erklärt Rasmussen die Diebstähle damit, dass er in Wahrheit aus dem 22. Jahrhundert stamme und etwas mit dorthin bringen wollte. Picard lässt Rasmussen daraufhin einsperren, wodurch dieser im 24. Jahrhundert gefangen ist. |           |                                              |                         |                      |                                       |                    |                                                                                              |
| 110 | 10        | Die Soliton-Welle                            | New Ground              | 4. Jan. 1992         | 12. Apr. 1994                         | Robert Scheerer    | Grant Rosenberg; Idee: Sara Charno, Stuart Charno                                            |
| Worfs Adoptivmutter kommt zu Besuch auf die Enterprise und bringt Alexander mit, Worfs unehelichen, jungen Sohn, mit dessen Erziehung sie und ihr Mann sich altersbedingt überfordert fühlen. Als sich Alexander in der Enterprise-Schule lügnerisch und ungehorsam verhält, versucht Worf, ihn durch einen Appell an seine klingonische Ehre davon zu überzeugen, dass echte Klingonen weder lügen noch stehlen. Da sich Worf mangels Erfahrung als Vater außerstande sieht, Alexander dauerhaft auf der Enterprise zu erziehen, erwägt er, ihn auf eine klingonische Schule zu schicken. Alexander jedoch reagiert abweisend auf Worfs Bemühungen und Vorschläge. Troi ermuntert Worf dazu, Alexander selbst zu erziehen, weil dieser sich womöglich von Worfs Ablehnung, sein Vater zu sein, vernachlässigt fühle. Die Brückencrew indes überwacht den Test einer neuen Antriebsmethode, der sog. Soliton-Welle, die nach ihrer Zündung ein prototypisches Raumschiff auf Warp 2,35 beschleunigt und fliegen lässt. Bei dem Experiment kommt es jedoch zu einem Fehler, durch den das Testschiff zerstört wird und die Welle sich sowohl in Umfang als auch in Geschwindigkeit exponentiell verstärkt, sodass sie alsbald einen Planeten komplett zu zerstören droht. Bei den Bemühungen der Crew, die Welle zu stoppen, wird Alexander im Biolabor eingeschlossen. Kurz, bevor das Schiff von der Welle eingeholt und zerstört zu werden droht, gelingt es der Crew, die Welle durch Beschuss aufzulösen, und schafft es Worf mit Rikers Unterstützung, Alexander aus dem Labor zu befreien, ehe dieses durch lebensgefährliche Ionenstrahlung kontaminiert worden wäre. Worf beschließt, Alexander auf der Enterprise zu behalten. |           |                                              |                         |                      |                                       |                    |                                                                                              |
| 111 | 11        | Der einzige Überlebende                      | Hero Worship            | 25. Jan. 1992        | 13. Apr. 1994                         | Patrick Stewart    | Joe Menosky; Idee: Hilary J. Bader                                                           |
| Auf der Suche nach dem vermissten Föderationsraumschiff Viko findet die Enterprise-Crew das Schiff schwer beschädigt in einem schwarzen Schwarm vor und rettet den einzigen Überlebenden, den jungen Timothy, der auch durch den Tod seiner Eltern traumatisiert ist. Beeindruckt vom Wesen seines Retters Data, imitiert Timothy alsbald Datas emotionsloses Verhalten und unterdrückt damit Trois Diagnose zufolge sein Trauma. Für die Behauptung des Jungen, die Viko sei von feindlichen Außerirdischen angegriffen worden, findet die Crew keine Beweise. Auf der Suche nach dem wahren Grund für den Vorfall lässt Picard die Enterprise in den schwarzen Schwarm fliegen und diesen dabei näher erforschen. Dabei wird das Schiff von sich verstärkenden Gravitationswellenfronten mehrfach erschüttert. Ein Experiment ergibt, dass die Viko bedingt durch die Wellenfronten höchstwahrscheinlich nicht angegriffen worden sein konnte. Dadurch stellt sich Timothys Aussage als Lüge heraus. Damit konfrontiert, erkennt er in den Erschütterungen Parallelen zu den Ereignissen auf der Viko vor deren Beschädigung. Mit dieser Erkenntnis gelingt es Data in letzter Sekunde, die Zerstörung der Enterprise durch die Wellenfronten zu verhindern. Dazu lässt er die Schutzschilde senken, statt sie zu erhöhen, und nennt als Ursache dafür einen an den Schilden durch die Wellenfronten hervorgerufenen, harmonischen Verstärkungseffekt. Timothy erkennt, dass das Menschsein Vorteile gegenüber der Emotionslosigkeit Datas hat. |           |                                              |                         |                      |                                       |                    |                                                                                              |
| 112 | 12        | Geistige Gewalt                              | Violations              | 1. Feb. 1992         | 14. Apr. 1994                         | Robert Wiemer      | Pamela Gray, Jeri Taylor; Idee: Shari Goodhartz, T. Michael, Pamela Gray                     |
| Die Enterprise befördert einige Ulianer, von deren Vertretern sich manche die Kunst des Zurückrufens verlorengegangener Erinnerungen ins Bewusstsein zu eigen gemacht haben. Jeweils nach einem Gespräch mit dem Ulianer Jeff haben Troi und Riker Visionen, in denen sie durch Jeff körperlich bzw. geistig vergewaltigt werden und nach denen sie in ein Koma fallen. Dr. Crusher vermutet als Ursache für das Koma das Eresin-Syndrom, kann es aber nicht vollständig beweisen. Kurz darauf hat auch Dr. Crusher eine Vision von Jeff, nach der sie ins Koma fällt. Picard lässt die Ursachenforschung für die Komafälle auf die Ulianer richten, da sie die einzigen unbekannten Faktoren seien, und möchte sie zum Schutze der Mannschaft unter Arrest stellen. Sich gegen den Verdacht des Schuldigseins verteidigend, führt Jeff mit Picards in einer Diskussion errungenem Einverständnis eine Gedächtnisuntersuchung an Troi durch, die zwischenzeitlich wieder erwacht ist, aber über ihre Vision nichts mehr weiß. In der Untersuchung durchlebt Troi ihre Vision erneut, wird darin aber durch Tarmin vergewaltigt, Jeffs ebenfalls auf dem Schiff weilenden Vater. Als sich Jeff von Troi verabschiedet, empfindet er ihr freundliches Verhalten als zu nett und liebenswert, wodurch er plötzlich dem Drang nicht widerstehen kann, Troi zu vergewaltigen. Ehe Jeff dies vollständig in die Tat umsetzen kann, wird Troi durch die Hilfe Datas und La Forges gerettet, die als Schuldigen für frühere Eresin-Fälle und deshalb auch für die Koma-Fälle auf der Enterprise Jeff ermitteln konnten. Crusher und Riker erwachen auch wieder. Von Tarmin erfahren die Stabsoffiziere, dass Jeff an den Auswüchsen einer ausgelöscht geglaubten, ulianischen Krankheit leidet. |           |                                              |                         |                      |                                       |                    |                                                                                              |
| 113 | 13        | Das künstliche Paradies                      | The Masterpiece Society | 8. Feb. 1992         | 15. Apr. 1994                         | Winrich Kolbe      | Adam Belanoff, Michael Piller; Idee: James Kahn, Adam Belanoff                               |
| Mit der Enterprise an einem Planeten angelangt, auf dem sich eine menschliche Kolonie befindet, möchte Picard die Regierung davon überzeugen, dass die Kolonisten von dem Planeten evakuiert werden, da sich dem Planeten ein stellares Kernfragment nähert, durch den seine Umwelt alsbald zerstört zu werden droht. Die Kolonisten erweisen sich als eine konstruierte Gesellschaft, vollständig aus selektiv gezeugten und genetisch perfektionierten Menschen. Die Kolonistin Hannah hilft auf ihren Vorschlag hin La Forge auf der Enterprise dabei, alternativ zu einer Evakuierung die Bahn des Fragments zu ändern. Dazu lassen sie von Ingenieuren der Enterprise zudem die strukturelle Integrität der Biosphäre verstärken. Der Anführer der Kolonisten, Aaron, entscheidet sich erst nach einem Techtelmechtel mit Troi dafür, der Umsetzung des Planes zuzustimmen – Troi bereut es später, sich mit ihm eingelassen zu haben. Weil Hannah mit dem isolierten, perfektionierten Leben auf dem Planeten unzufrieden ist, simuliert sie einen Bruch in der Biosphäre, um so die Kolonisten dazu zu bewegen, ebenso wie Hannah um Asyl auf der Enterprise zu bitten. Picard genehmigt die Asylgesuche, ist dabei aber mit dem die Oberste Direktive betreffenden Problem konfrontiert, dass der Verlust der asylsuchenden Kolonisten die planetare Gesellschaft in ein soziales Chaos stürzen kann, weil ihr dann wichtige Mitglieder fehlen. |           |                                              |                         |                      |                                       |                    |                                                                                              |
| 114 | 14        | Mission ohne Gedächtnis                      | Conundrum               | 15. Feb. 1992        | 18. Apr. 1994                         | Les Landau         | Barry Schkolnick; Idee: Paul Schiffer                                                        |
| Die Enterprise wird von einem kleinen Raumschiff aus gescannt. Direkt danach beginnen die Mannschaftsmitglieder zu erkennen, dass sie einen wesentlichen Teil ihres Gedächtnisses verloren haben und ihre Identitäten und Ränge vergessen haben. Da auch große Teile des Schiffscomputers ausgefallen sind, macht sich die Brückencrew daran, diesen wieder in Betrieb zu nehmen. Dabei erkennen sie alsbald ihre wahren Funktionen auf dem Schiff – nur mit dem Unterschied, dass Riker nun Picards zweiter Offizier ist und ein Mann namens McDuff erster Offizier. Riker findet sich zudem in einer Dreiecksbeziehung mit Ro und Troi wieder. Bei Untersuchungen des Computers erkennen die Stabsoffiziere, dass die Föderation sich im Krieg gegen die Lysianer befindet und dass es der Auftrag der Enterprise ist, eine lysianische Kommandostation zu zerstören, weil sich darauf eine übermächtige Waffe befindet. Zu der Station hin unterwegs, argumentiert McDuff wiederholt für eine offensive Vorgehensweise mit unbedingtem Angriff, während Picard einen Angriff mangels moralischer Rechtfertigung ablehnt. Durch McDuffs Bemühen zerstört die Enterprise ein angreifendes lysianisches Raumschiff. An der über 15.000 Personen beherbergenden Kommandostation angelangt, erkennen die Brückenoffiziere, dass die Station den Waffen der Enterprise hoffnungslos unterlegen ist. Da Picard deshalb einen Angriff ablehnt, den McDuff aber vehement fordert, schießen Riker und Worf McDuff handlungsunfähig. Es erweist sich, dass der zu den Sataranern gehörende McDuff die Gedächtnisse der Crewmitglieder und den Schiffscomputer gezielt manipuliert hat, um die Enterprise als Waffe zum Angriff gegen die Lysianer zu nutzen, mit denen sich die Sataraner im Krieg befinden. |           |                                              |                         |                      |                                       |                    |                                                                                              |
| 115 | 15        | Ungebetene Gäste                             | Power Play              | 22. Feb. 1992        | 25. Apr. 1994                         | David Livingston   | René Balcer, Herbert J. Wright, Brannon Braga; Idee: Paul Ruben, Maurice Hurley              |
| Die Enterprise-Crew trifft bei einem Mond ein, von dem ein Notruf ausgeht und bei dem vor über 200 Jahren das Sternenflottenraumschiff Essex verschollen ging. Nach Trois Vermutung, es lebe noch jemand, und auf der stürmischen Oberfläche eingetroffen, werden Troi, Data, O’Brien und der am Arm verletzte Riker von einem Blitz getroffen und – mit Ausnahme Rikers – bewusstlos durch fremde Wesen besetzt, ehe Riker sich und die drei anderen auf die Enterprise zurückbeamen kann. Alsbald überwältigen Troi, Data und O’Brien gewaltsam die Brückencrew und verschanzen sich mit einigen, von ihnen als Geiseln genommenen Crewmitgliedern im Zehn-Vorne. Picard folgt der Forderung Trois, die Enterprise in eine Umlaufbahn über der südlichen Polarregion des Mondes zu fliegen. Nachdem sich Picard gegen den Austausch einiger verletzter Geiseln den Geiselnehmern ausgeliefert hat, stellen diese sich ihm als Führungsoffiziere der Essex vor, Trois Körper etwa wird vom Captain Shumar besetzt. Wegen des gewaltsamen Vorgehens der drei glaubt Picard der Aussage Shumars nicht, dass das Bewusstsein der drei beim Absturz der Essex gefangengenommen wurde und sie nun im All bestattet werden möchten. Sein Misstrauen bestätigt sich, als Shumar mitteilt, dass die Wesen, von denen die drei besessen sind und deren Artgenossen sich noch auf dem Mond befinden, Gefangene in einer Strafkolonie sind, die der Mond darstellt. Das, was ihnen vor 200 Jahren mit der Ankunft der Essex nicht gelungen war, möchten sie nun mit der Enterprise-Crew machen: Sie möchten ihre Artgenossen auf die Enterprise beamen und diese die anderen Crewmitglieder besetzen lassen, um mit der Enterprise zu entfliehen. Picard und seine Offiziere verweigern sich jedoch dem Vorhaben, indem sie versichern, die mittlerweile in den Frachtraum heraufgebeamten anderen Wesen zu töten und dabei auch selbst zu sterben, als das Schiff von den Sträflingen übernehmen zu lassen. Den eigenen Tod vor Augen, lassen sich die Wesen so dazu zwingen, die Körper von Troi, Data und O’Brien zu verlassen und sich allesamt auf den Mond zurückbeamen zu lassen. |           |                                              |                         |                      |                                       |                    |                                                                                              |
| 116 | 16        | Die Operation                                | Ethics                  | 29. Feb. 1992        | 26. Apr. 1994                         | Chip Chalmers      | Ronald D. Moore; Idee: Sara Charno, Stuart Charno                                            |
| Im Frachtraum von einer herabgestürzten Tonne schwer an der Wirbelsäule verletzt, ist Worf Dr. Crushers Diagnose zufolge dauerhaft gelähmt. Daraufhin bittet Worf seinen Freund Riker darum, ihm im Rahmen eines klingonischen Brauchs beim rituellen Selbstmord zu helfen. Riker lehnt die Bitte zunächst ab und ermittelt später, dass ihm der klingonischen Tradition entsprechend nicht er, sondern nur Worfs Sohn Alexander diesen Wunsch erfüllen könne. Die von Crusher zur Unterstützung auf die Enterprise gerufene Ärztin und Forscherin Dr. Russell ist schnell überzeugt davon, dass Worf durch die Behandlung im Rahmen der sogenannten genetronischen Replikation seine volle Bewegungsfähigkeit zurückerlangen könne. Crusher hat an dieser Operationsart erhebliche Zweifel, weil sie noch nicht ausreichend erprobt wurde, eine Erfolgswahrscheinlichkeit von nur 37 Prozent hat und dadurch Worfs Tod riskiert wird. Picard versucht Crusher davon zu überzeugen, Worfs Wunsch auf Durchführung der Operation zu entsprechen, weil Worf in gelähmtem Zustand kein ehrenvoller Klingone mehr sein könne. Für die Operation entscheidet sich Worf, weil er seinem Sohn die Last, den eigenen Vater zu ermorden, nicht aufbürden möchte. Während der Operation wird Worf eine replizierte Wirbelsäule eingefügt, es kommt jedoch zu Komplikationen, in deren Folge Worf für tot erklärt wird. Als sich Alexander von seinem Vater verabschieden möchte, zeigen sich plötzlich Lebenszeichen bei Worf, er beginnt seine vollständige Bewegungsfähigkeit zurückzuerlangen. Crusher indes sieht ihre Bedenken bestätigt, dass es unverantwortlich ist, die Forschung über das Leben der Patienten zu stellen. |           |                                              |                         |                      |                                       |                    |                                                                                              |
| 117 | 17        | Verbotene Liebe                              | The Outcast             | 14. März 1992        | 27. Apr. 1994                         | Robert Scheerer    | Jeri Taylor                                                                                  |
| Die Enterprise hilft dem Volk der androgynen J'naii beim Wiederfinden eines von deren in einer seltenen Raumanomalie verlorengegangenen Shuttles. Dabei arbeitet Riker mit dem J'naii-Individuum Soren zusammen. Soren erklärt Riker, dass sich die J'naii einst von primitiven, geschlechtsspezifischen Wesen zu höheren, geschlechtslosen Wesen entwickelten und dass es ihnen nun bei Strafe verboten ist, sich mit Vertretern anderer Rassen zu paaren. Soren glaubt aber, anders zu sein, nämlich weiblich, und fühlt sich zu Riker hingezogen. Es entsteht eine Liebesbeziehung zwischen beiden, die aber dem J'naii-Individuum Krite nicht verborgen bleibt. Darum lässt Krite Soren alsbald als andersartig anklagen und zwecks Durchführung einer psychotektischen Therapie verhaften, bei der Soren die weiblichen Empfindungen ausgetrieben werden sollen. Obwohl Picard Riker angesichts der Obersten Direktive davon abrät, in dem Fall zu intervenieren, befreit Riker, unterstützt durch Worf, Soren aus der Gefangenschaft, um Soren mit auf die Enterprise zu nehmen. Soren lehnt jedoch ab mitzukommen, da Soren die Beziehung zu Riker nicht für richtig hält und der Therapie offensichtlich schon unterzogen wurde. |           |                                              |                         |                      |                                       |                    |                                                                                              |
| 118 | 18        | Déjà vu                                      | Cause And Effect        | 21. März 1992        | 28. Apr. 1994                         | Jonathan Frakes    | Brannon Braga                                                                                |
| Die Enterprise ist in einer Zeitschleife gefangen, an deren Ende das Schiff zerstört wird. Daher muss die Crew einen Weg finden, die Schleife zu verlassen und somit die Zerstörung des Schiffes zu verhindern (→ Hauptartikel). |           |                                              |                         |                      |                                       |                    |                                                                                              |
| 119 | 19        | Ein missglücktes Manöver                     | The First Duty          | 28. März 1992        | 29. Apr. 1994                         | Paul Lynch         | Ronald D. Moore, Naren Shankar                                                               |
| Das „Nova“ genannte Geschwader aus fünf Sternenflottenkadetten, zu denen auch Wesley Crusher gehört, verunglückt bei einem Übungsmanöver nahe dem Saturn-Mond Titan. Das Teammitglied Joshua Albert stirbt dabei, die anderen vier überleben. Picard und Dr. Crusher besuchen die Anhörung der Kadetten vor der Admiralität. Dabei erzählen die Kadetten auf Veranlassung ihres Teammitglieds und Geschwaderführers Nicholas Locarno einen unvollständigen Ablauf der Ereignisse und erklären Joshuas Unfall mit dessen zuletzt aufgetretenen Flugschwierigkeiten. Ein Satellitenfoto, das eine kreisförmige Flugformation der fünf Raumschiffe zeigt, lässt die Untersuchungskommission sowie Picard an der Aussage der Kadetten zweifeln, die schildern, eine diamantförmige Formation im Rahmen des sogenannten Jägerloopings geflogen zu haben. Picard erkennt anhand Aussagen Datas und LaForges, die er parallel mit der Untersuchung des Falles beauftragt hat, dass die Kadetten ein äußerst gefährliches und deshalb verbotenes Präzisionsflugmanöver durchführten und Joshua dadurch starb. Von Picard damit konfrontiert, ist Wesley vor die Entscheidung gestellt zwischen der von Locarno beschworenen Loyalität zu seinem Team und seinem Gewissen, die Wahrheit zuzugeben. In Unwissenheit der von Picard ermittelten Beweise versucht Locarno Wesley davon zu überzeugen, bei der Abschlussanhörung zu der Lüge in Bezug auf die wahren Ereignisse zu stehen. Damit scheint Locarno zunächst Erfolg zu haben, jedoch berichtet Wesley schließlich vor der Untersuchungskommission von dem kreisförmigen Manöver, das das Team auf Locarnos Bestreben hin für eine Vorführung bei der bevorstehenden Abschlussfeier einüben wollte. Locarno wird daraufhin von der Akademie verwiesen und Wesley muss das zurückliegende Ausbildungsjahr wiederholen. |           |                                              |                         |                      |                                       |                    |                                                                                              |
| 120 | 20        | Hochzeit mit Hindernissen                    | Cost Of Living          | 18. Apr. 1992        | 2. Mai 1994                           | Winrich Kolbe      | Peter Allan Fields                                                                           |
| Kurz nachdem die Enterprise zum Schutze eines Planeten einen Asteroiden zerstört hat, gelangt aus dessen Trümmern eine schwarmförmige Lebensform an Bord des Schiffes. Dieses ist mit Lwaxana Troi unterwegs, um ihren Bräutigam Carpio an Bord zu nehmen, den Lwaxana bisher noch nicht persönlich kennengelernt hat. Während des Fluges mischt sich Lwaxana – sehr zum Missfallen Deanna Trois und Worfs – in einen zwischen Worf und Alexander ausgetragenen Disput ein, bei dem es um das Verantwortungsbewusstsein des Jungen geht. Lwaxana erweckt die Aufmerksamkeit Alexanders, indem sie ihn in einem Holodeck-Programm mit zahlreichen, außerirdischen Kreaturen aufzuheitern versucht. Indes verursacht die unbekannte Lebensform mehrere Systemausfälle im Schiff, bei denen sie sich von Nitrium-Legierungen ernährt und dabei stets eine gallertartige Masse zurücklässt. Die Brückencrew erkennt in dem Wesen einen Metallparasiten, den sie schnellstens in sein Futtergebiet, nämlich das Asteroidenfeld, zurückzubringen versucht, um weiteren Schaden vom Schiff abzuwenden. Nachdem das Wesen auch die Lebenserhaltungssysteme hat ausfallen lassen und die humanoiden Besatzungsmitglieder wegen Sauerstoffmangels ohnmächtig geworden sind, gelingt es Data, das Wesen von der Enterprise in das Asteroidenfeld zu transferieren und somit die Gefahr zu bannen. Lwaxana hat unterdessen Carpio persönlich kennengelernt, ist aber von ihm wenig begeistert. Daher erscheint sie entgegen ihrer ursprünglichen Absicht beim Hochzeitstermin – entsprechend betazoidischer Sitte, aber entgegen den Bräuchen von Carpios Kultur – vollständig nackt und vergrault Carpio dadurch. |           |                                              |                         |                      |                                       |                    |                                                                                              |
| 121 | 21        | Eine hoffnungslose Romanze                   | The Perfect Mate        | 25. Apr. 1992        | 3. Mai 1994                           | Cliff Bole         | Gary Perconte, Michael Piller; Idee: René Echevarria, Gary Perconte                          |
| Zwei Ferengi täuschen einen Unfall mit ihrem Raumschiff vor und lassen sich dabei von der Enterprise retten. Insgeheim haben sie es abgesehen auf ein an Bord der Enterprise befindliches Frachtstück der Kriosianer, dessen Botschafter Briam eine Zeremonie zur Versöhnung seines Volkes mit dem Volk des Planeten Valt Minor auszurichten beabsichtigt. Nachdem einer der Ferengi das Kraftfeld unterbricht, welches das Frachtstück fixiert, kommt daraus die junge, hübsche Frau Kamala zum Vorschein. Sie sollte Briam als Geschenk für Alrik dienen, den Herrscher von Valt Minor. Sie ist eine Metamorphin mit empathischen Fähigkeiten und nur zu dem Zweck geboren worden, sich mit ihren überaus verführerischen Eigenschaften Männern für eine optimale Bindung anzupassen. Nachdem Dr. Crusher gegenüber Picard den Verdacht der Prostitution geäußert hat, verschafft Picard entgegen Briams Verfügung Kamala Bewegungsfreiheit auf dem Schiff und stellt ihr zu diesem Zwecke Data als Aufsichtsperson an die Seite. Als die Ferengi Briam bzgl. Kamala bestechen wollen, stürzt dieser und wird dabei verletzt und bewusstlos. Weil Briam damit für die Zeremonie ausfällt, nimmt Picard seine Rolle ein und lässt sich zu diesem Zweck durch Kamala unterrichten. Dabei schafft er es trotz mehrmaliger Versuche Kamalas, sich deren Verführungskünsten zu entziehen. Nachdem Alrik auf der Enterprise eingetroffen ist, äußert sich dieser wenig interessiert an Kamala, diese dafür umso mehr Interesse an Picard. Dennoch heiratet Kamala entsprechend ihrer Funktion schließlich Alrik. |           |                                              |                         |                      |                                       |                    |                                                                                              |
| 122 | 22        | Die imaginäre Freundin                       | Imaginary Friend        | 2. Mai 1992          | 4. Mai 1994                           | Gabrielle Beaumont | Edithe Swensen, Brannon Braga; Idee: Jean Louise Matthias, Ronald Wilkerson, Richard Fliegel |
| Die junge Enterprise-Bewohnerin Clara hat eine Freundin namens Isabella, die nur in Claras Vorstellung existiert. Als sich die Enterprise zu Forschungszwecken in einen Nebel um einen Neutronenstern begibt, gelangt ein Energiewirbel an Bord und untersucht die Lebensformen auf dem Schiff, darunter auch Clara. Darauf folgend erscheint der Energiewirbel gegenüber Clara als Isabella, ein blondes, gleichaltriges Mädchen. Fortan stiftet Isabella Clara dazu an, miteinander verbotene Dinge zu unternehmen. Mit Troi, die Clara therapiert, und Guinan spricht Clara über Isabella und das Verhältnis von Kindern zu Erwachsenen. Nachdem Troi Claras Wunsch nicht entsprochen hat, dass Isabella mit zu einem Kinder-Keramikkurs kommen darf, reagiert Isabella gegenüber Clara und Troi, die sie mit einem Energiestoß niederstreckt, verärgert und kündigt an, Clara zu töten. Unterdessen wird die Enterprise zunehmend erschüttert, weil sie in einem dichter werdenden Netz aus Energiesträngen des Nebels gefangen ist. Weitere Energiewirbel nähern sich der Enterprise und fressen deren Schutzschilde auf. Als Picard im Verhalten der Mädchen und der Energiewirbel Zusammenhänge erkennt, kann er Isabella im Arboretum dazu bringen, sich ihm zu zeigen. Isabella erklärt, dass sie an Bord gekommen sei, um herauszufinden, ob das Schiff eine Bedrohung für sie und ihre Artgenossen ist, und auf der Suche nach Energie. Zudem erregte es ihren Widerstand, dass die Erwachsenen an Bord des Schiffes es Clara verboten hatten, eine beste Freundin zu haben. Picard klärt Isabella darüber auf, dass die Sorge der erwachsenen Schiffsbewohner um ihre Kinder zu ihrer Kultur gehöre und nur zu ihrem Wohle diene. Zudem lässt Picard die Enterprise in den Nebel schießen, um den Wesen Energie zu spenden. Daraufhin verlassen die Energiewirbel die Enterprise. |           |                                              |                         |                      |                                       |                    |                                                                                              |
| 123 | 23        | Ich bin Hugh                                 | I Borg                  | 9. Mai 1992          | 5. Mai 1994                           | Robert Lederman    | René Echevarria                                                                              |
| Auf einem Mond findet die Enterprise-Crew einen verletzten, bewusstlosen Borg neben seinem abgestürzten Raumschiff. Als Dr. Crusher darauf besteht, seine Verletzungen zu behandeln, lässt Picard es trotz erheblicher Sicherheitsbedenken zu, ihn auf die Enterprise in eine Arrestzelle zu beamen, aus der heraus er nicht mit seinem Kollektiv kommunizieren kann. Um das Überleben der Föderation zu sichern, beauftragt Picard daraufhin Data und La Forge, dem Borg ein Schadprogramm einzusetzen, mit dem nach dessen Rückkehr das gesamte Borg-Kollektiv zerstört würde; damit trifft Picard bei Dr. Crusher aber auf starke Ablehnung. Während Crusher und La Forge einige Tests an dem mittlerweile wieder zu Bewusstsein gekommenen und von La Forge mit Energie versorgten Borg vornehmen, vergeben sie ihm den Namen Hugh. Dabei freundet sich La Forge mit Hugh an. Weil Guinans Volk einst durch die Borg stark dezimiert wurde, hat Guinan zunächst kein Verständnis für La Forges Zweifel an Picards Befehl, Hugh als Instrument für die Vernichtung von dessen Rasse zu verwenden. Dennoch überzeugt Guinan Picard davon, vor der Durchführung des Befehls mit Hugh zu sprechen, weil sie sich unsicher ist, ob Hugh noch ein Borg ist. Daraufhin gibt sich Picard in einem persönlichen Gespräch mit Hugh als Locutus aus, um zu überprüfen, ob Hugh sich noch als Teil des Kollektivs oder als Individuum wahrnimmt. Tatsächlich zeigt sich, dass Hugh in sich ein Individuum sieht, weil er es ablehnt, die Enterprise zu assimilieren und dabei seinen Freund La Forge zu töten. Picard gelangt so zu der Überzeugung, das Schadprogramm nicht gegen die Borg einzusetzen, und äußert den offen bleibenden Vorschlag, Hughs Individualitätsbewusstsein an dessen Kollektiv zu übertragen. Daraufhin setzt die Crew Hugh an der Absturzstelle aus, wo er alsbald wieder von seinen Artgenossen aufgegriffen wird, ohne dass diese eine Bedrohung für die Enterprise darstellen. |           |                                              |                         |                      |                                       |                    |                                                                                              |
| 124 | 24        | So nah und doch so fern                      | The Next Phase          | 16. Mai 1992         | 6. Mai 1994                           | David Carson       | Ronald D. Moore                                                                              |
| Die Enterprise-Crew leistet einem offensichtlich in Notlage geratenen romulanischen Schiff Reparaturhilfe. Als die zum Außenteam gehörigen Ro und La Forge auf die Enterprise zurückbeamen, werden sie nicht ordnungsgemäß rematerialisiert, sodass man auf der Enterprise von ihrem Tod ausgeht. Tatsächlich befinden sich die beiden nichtwahrnehmbar für die Crew sowie unverletzt auf der Enterprise. Durch Gegenstände, Wände und sogar andere Personen können sie sich hindurchbewegen, nicht jedoch durch Böden und Decken. Unterdessen geht Data anormalen Energiefluktuationen beim Beamvorgang der beiden nach, bei denen es sich offensichtlich um Chroniton-Felder handelt, die von der in dem romulanischen Schiff beschädigten Tarntechnologie stammen. Während die Crew die Gedenkfeier für die beiden vorbereitet, gelangen die beiden an Bord eines Shuttleschiffes mit auf das romulanische Schiff. Dort erfährt der Zuschauer, dass die Romulaner die beiden mit einem Phasenumkehrgenerator unsichtbar gemacht haben. Beim Rückflug zur Enterprise gelangt ein in den Plan involvierter Romulaner mit auf die Enterprise, der Ro kurzzeitig gefangen nimmt. Als Ro vor ihm flüchtet, stößt La Forge den Romulaner durch die Außenhülle ins All. Data und seine Kollegin, Chief Brosmer, arbeiten indes daran, die – für sie unwissentlich durch Ro und La Forge verursachten – gehäuft auftretenden Chroniton-Felder zu analysieren und, wegen der dadurch entstehenden Gefahr für die Schiffstechnik, zu beseitigen. Während im Zehn-Vorne die Gedenkfeier beginnt, verursachen Ro und La Forge durch Phaserschüsse wesentlich intensivere Chroniton-Felder und können Data und Brosmer so dazu veranlassen, durch Elimination der Felder wieder wahrnehmbar zu werden. |           |                                              |                         |                      |                                       |                    |                                                                                              |
| 125 | 25        | Das zweite Leben                             | The Inner Light         | 30. Mai 1992         | 9. Mai 1994                           | Peter Lauritson    | Morgan Gendel, Peter Allan Fields; Idee: Morgan Gendel                                       |
| Captain Picard durchlebt unter dem Einfluss einer fremden Sonde innerhalb von weniger als einer halben Stunde mehrere Jahrzehnte des Lebens eines Mannes, der zu einer untergehenden Kultur gehört (→ Hauptartikel). |           |                                              |                         |                      |                                       |                    |                                                                                              |
| 126 | 26        | Gefahr aus dem 19. Jahrhundert, Teil I       | Time’s Arrow            | 13. Juni 1992        | 10. Mai 1994                          | Les Landau         | Joe Menosky, Michael Piller; Idee: Joe Menosky                                               |
| In einer Höhle auf der Erde werden Rückstände außerirdischen Lebens und Datas Kopf entdeckt, die sich dort seit etwa 500 Jahren befinden. Die Angelegenheit untersuchend, glaubt die herbeigerufene Enterprise-Crew eine Erklärung für die Entdeckung auf dem Planeten Devidia II zu finden. Dort angekommen, untersucht ein Außenteam eine Höhle mit ähnlichen Erscheinungen wie in der Höhle auf der Erde. Dabei entdeckt Data Lebensformen, die unsichtbar für das Außenteam sind; dabei gelangt er mittels einer unbeabsichtigten Zeitreise in das San Francisco des Jahres 1893. Dort erspielt er sich beim Poker zunächst etwas Geld für seine Lebenshaltung und für die Konstruktion eines Apparates, mit der er in die Zukunft zu kommunizieren hofft. Außerdem trifft er auf eine Guinan gleichende Frau; bei ihrem gemeinsamen Gespräch werden sie von Samuel Clemens belauscht. Außerirdische in menschlicher Gestalt entziehen Menschen in San Francisco mit einem offensichtlich aus der Zukunft stammenden Apparat Energie und füttern damit ihre Artgenossen in der Höhle. Auf der Enterprise indes motiviert Guinan Picard dazu, sich mit in die zeitliche Verzerrung zu begeben, da sich Guinan und Picard sonst nie begegnen. Zur Untersuchung von Datas Verschwinden in die Verzerrung eingetreten, entdeckt das Außenteam einige übergroße Außerirdische, bevor es ein aus leuchtender Energie bestehendes Tor durchschreitet. |           |                                              |                         |                      |                                       |                    |                                                                                              |

## Produktion
Die Staffel sollte ursprünglich nicht mit einem Cliffhanger beendet werden; dies änderten Rick Berman und Michael Piller aber, um dem Publikum angesichts der damals bereits angekündigten Spin-off-Serie Deep Space Nine die Fortsetzung der Serie zu signalisieren.